# 結匈人
結匈人、結胸人（けっきょうじん）は中国に伝わる伝説上の人種である。古代中国では南方に位置する国に棲んでいたとされる。

## 概説
古代中国の地理書『山海経』の海外南経によると、結匈国は羽民国の西北にあり、結匈人は人間の姿をしているが胸が極端におおきく突き出しているという。

## 結匈人の登場する作品
『鏡花縁』
結匈国が旅の途中に舞台として登場する。結匈人たちの胸がとても大きいのは、ひとびとが過度な大食いであり、食物が消化されないうちに次々と食べ続けているからであると設定されている。